# Cephalanthera cucullata
Cephalanthera cucullata là một loài thực vật có hoa trong họ Lan. Loài này được Boiss. & Heldr. mô tả khoa học đầu tiên năm 1854.